# Halifax (Wielka Brytania)
Halifax – miasto w Wielkiej Brytanii, w Anglii, w hrabstwie West Yorkshire, w dystrykcie metropolitalnym Calderdale, nad rzeką Hebble, na południowy zachód od miasta Leeds. W 2021 roku miasto liczyło 88 115 mieszkańców.
W średniowieczu ważny ośrodek handlu suknem. Dziś duże centrum przemysłu wełnianego (m.in. wyrób dywanów). Poza tym rozwinięty przemysł bawełniany, jedwabniczy, maszynowy, metalowy, chemiczny, materiałów budowlanych, spożywczy.
Muzea – Akroyd, Bankfield (eksponaty przemysłu włókienniczego). Kościół z XV wieku.
Urodził się tu znany piosenkarz Ed Sheeran